# Six-Fours-les-Plages (tổng)
Tổng Six-Fours-les-Plages là một tổng thuộc tỉnh Var trong vùng Provence-Alpes-Côte d'Azur.

## Địa lý
Tổng này được tổ chức xung quanh Six-Fours-les-Plages trong quận Toulon. Cao độ vùng này từ 0 m (Six-Fours-les-Plages) đến 352 m (Six-Fours-les-Plages) với độ cao trung bình 234 m.

## Các xã
Tổng Six-Fours-les-Plages gồm 1 xã với tổng dân số 32 742 người (điều tra dân số năm 1999, dân số không tính trùng).
| Xã                   | Dân số | Mã bưu chính | Mã insee |
| -------------------- | ------ | ------------ | -------- |
| Six-Fours-les-Plages | 32 742 | 83140        | 83129    |

## Thông tin nhân khẩu
| 1962                                                     | 1968   | 1975   | 1982   | 1990   | 1999   |
| -------------------------------------------------------- | ------ | ------ | ------ | ------ | ------ |
| 9 057                                                    | 15 118 | 20 090 | 25 526 | 28 957 | 32 742 |
| Nombre retenu à partir de 1962 : dân số không tính trùng |        |        |        |        |        |